# Oliver Letwin

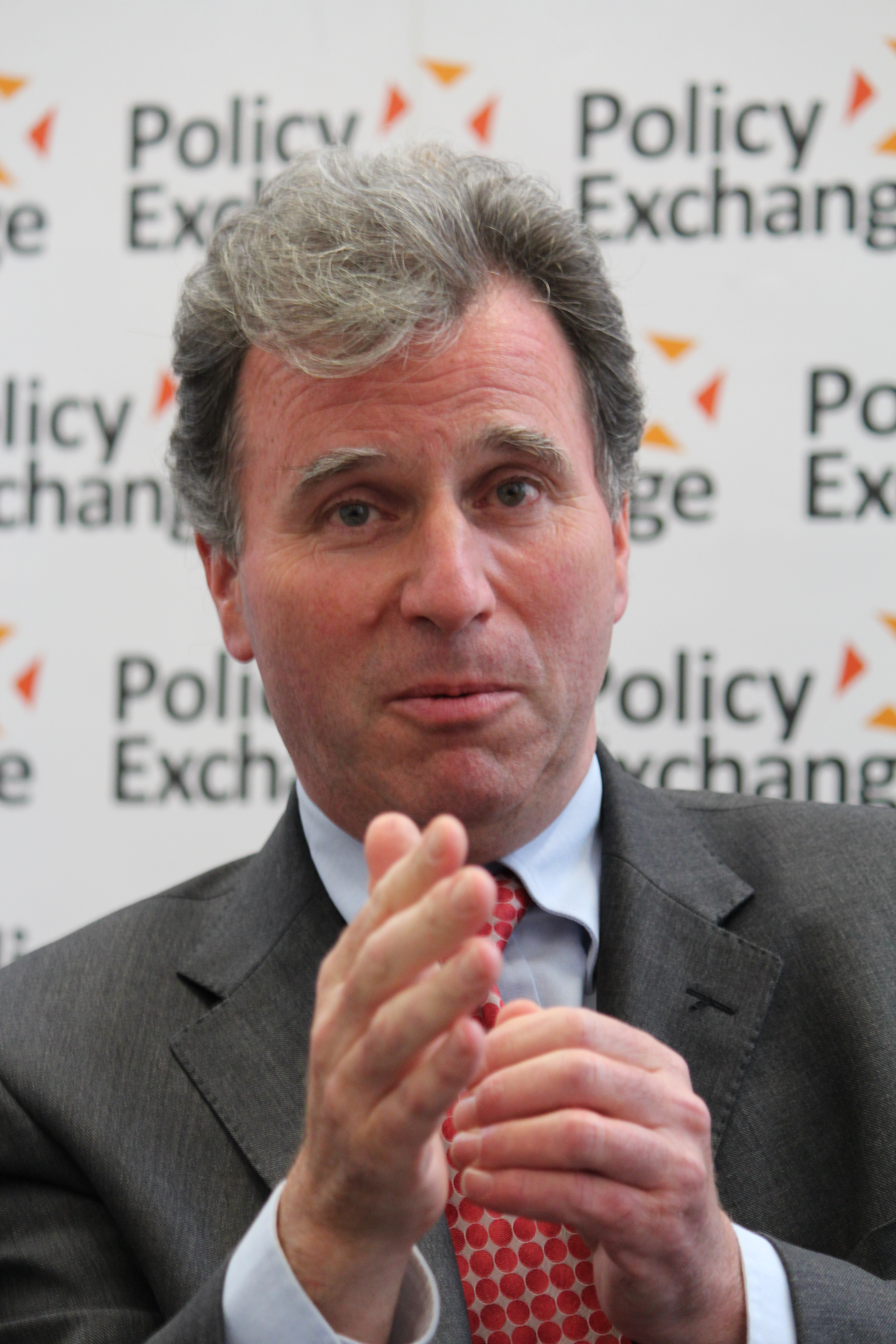
Oliver Letwin

Oliver Letwin  (Londen, 19 mei 1956) was van 1997 tot 2019 lid van het Britse Lagerhuis voor West Dorset, oorspronkelijk namens de Conservatieve Partij maar sinds september 2019 als onafhankelijk Lagerhuislid.
Hij bekleedde posten in verschillende conservatieve schaduwkabinetten. In de regering van David Cameron speelde hij een coördinerende rol bij de ontwikkeling en uitvoering van het regeringsbeleid. Hij was van 2014 tot 2016 Kanselier van het Hertogdom Lancaster.
Hij werd in september 2019 uit de fractie van de Conservatieve Partij gezet omdat hij het Brexitbeleid van premier Boris Johnson op een aantal punten niet steunde. Door Letwin ingediende moties en amendementen hadden invloed op het verloop van het Brexitproces.
Letwin stelde zich bij de Lagerhuisverkiezingen van 12 december 2019 niet herkiesbaar.

## Biografie
Letwin is de zoon van Amerikaanse ouders die in Londen woonden en werkten. Zijn vader William Letwin was professor aan de London School of Economics; zijn moeder Shirley Robin Letwin was een bekende conservatieve academicus. Hij studeerde aan Trinity College (Cambridge) waar hij in 1982 aan de faculteit filosofie promoveerde. Letwin werd in 2016 geridderd en is sindsdien Sir Oliver Letwin.

## Politieke carrière
Letwin was van 1983 tot 1986 beleidsadviseur van premier Margaret Thatcher. Hij deed in 1987 en 1992 vergeefse pogingen om in het Lagerhuis gekozen te worden. Bij de verkiezingen van 1997 won hij in het kiesdistrict West Dorset. Hij bekleedde van 2000 tot 2010 verschillende posten in de schaduwkabinetten van de conservatieve partijleiders William Hague, Iain Duncan Smith en Michael Howard. Tot december 2009 was hij tevens bestuurder van de handelsbank NM Rothschild Corporate Finance.
In de aanloop naar de Britse Lagerhuisverkiezingen 2010 speelde Letwin een belangrijke rol bij de ontwikkeling van het conservatieve partijprogramma. Premier David Cameron benoemde hem in mei 2010 tot staatssecretaris voor het regeringsbeleid in de conservatief-liberale democratische coalitieregering. Zijn verantwoordelijkheden omvatten het ontwikkelen van overheidsbeleid en toezicht op het uitvoeren van beleidsplannen door ministeries. Letwin werd op 14 juli 2014 daarnaast ook Kanselier van het Hertogdom Lancaster. Na de algemene verkiezingen van 2015 behield Letwin deze post in het kabinet-Cameron II. Cameron gaf hem daarnaast ook de verantwoordelijkheid voor de algemene leiding over en het toezicht op het kabinetsbeleid.

## Brexit
In de aanloop naar het referendum over het lidmaatschap van de Europese Unie in 2016 voerde Letwin, die bekend staat als pro-EU, campagne voor ‘remain’. Direct na het referendum benoemde Cameron hem tot minister belast met de voorbereiding van Brexit. Omdat duidelijk was dat er op korte termijn een nieuwe premier benoemd zou worden (Cameron had zijn aftreden aangekondigd) was het volgens Letwin niet mogelijk om echte voorbereidingen te treffen. Letwin kwam niet terug in het kabinet van Camerons opvolger Theresa May.
In 2019 kwam Letwin tijdens de parlementaire behandeling van de Brexit-voorstellen herhaaldelijk in conflict met de Eurosceptici binnen de conservatieve partij en met de conservatieve regering. In augustus 2019 maakte hij bekend niet beschikbaar te zijn voor een nieuwe termijn als Lagerhuislid.
In maart 2019 diende hij een motie om een serie 'indicatieve stemmingen' in het Lagerhuis te houden over verschillende opties om Brexit vorm te geven. Doel was om te verkennen of er voor een bepaalde optie een meerderheid te vinden zou zijn. Samen met het Labour parlementslid Yvette Cooper diende hij in april 2019 een wetsvoorstel in dat het het parlement mogelijk zou maken om de regering te dwingen bij de Europese Unie om uitstel van de vertrekdatum te verzoeken. Dit voorstel werd aangenomen.
Op 3 september 2019 diende Letwin een motie in waardoor het parlement tijdelijk de controle over de parlementaire agenda van de regering kon overnemen. Hierdoor kon een wet (de Wet-Benn) worden aangenomen die verhinderde dat het Verenigd Koninkrijk de EU op 31 oktober 2019 zonder akkoord zou verlaten. Letwin en 20 andere conservatieve parlementariërs die voor zijn motie hadden gestemd werden uit de fractie gezet. Letwin had daarna zitting als onafhankelijk parlementslid.
Op 19 oktober 2019 diende Letwin voorafgaand aan de parlementaire behandeling van de door premier Boris Johnson met de EU onderhandelde nieuwe Brexit-overeenkomst een amendement in. Dit amendement had als strekking dat de stemming over de overeenkomst pas zou gebeuren ná de behandeling van de bijbehorende wetgeving in het parlement. Het amendement-Letwin werd aangenomen waardoor er niet over de Brexit-overeenkomst werd gestemd. Dit had als consequentie dat Johnson, conform de Wet-Benn, bij de EU uitstel moest vragen voor het geplande vertrek van het Verenigd Koninkrijk uit de EU.
Letwin stelde zich bij de Lagerhuisverkiezingen van 12 december 2019 niet herkiesbaar.
- Bibsys: 90375592
- Bibliothèque nationale de France: cb127281604 (data)
- Gemeinsame Normdatei: 170580407
- International Standard Name Identifier: 0000 0000 8444 4178
- Library of Congress Control Number: n87865456
- Nationale Bibliotheek van Israël: 987007330334305171
- Nederlandse Thesaurus van Auteursnamen: 073128910
- Virtual International Authority File: 40903589
- WorldCat: E39PBJvxrb6CWQ7pfkDC3qFkDq